# Agardita-(La)
L'agardita-(La) és un mineral de la classe dels fosfats. És un arsenat de fórmula CeCu²⁺₆(AsO₄)₃(OH)₆(H₂O)₃ que pertany al grup de la mixita. Va ser anomenat així l'any 1983 per Peter J. Modreski per la seva relació amb els altres minerals de la sèrie de l'agardita. La seva localitat tipus es troba a la mina Dorothea, Selva Negra, Alemanya. Als territoris de parla catalana ha estat descrita a la mina Alforja, situada al municipi homònim del Baix Camp (Tarragona).
Segons la classificació de Nickel-Strunz, l'agardita-(La) pertany a «08.DL - Fosfats, etc. amb cations de mida mitjana i gran, (OH, etc.):RO₄ = 2:1» juntament amb els següents minerals: foggita, cyrilovita, mil·lisita, wardita, agardita-(Nd), agardita-(Y), agardita-(Ce), goudeyita, mixita, petersita-(Y), zalesiïta, plumboagardita, calciopetersita, cheremnykhita, dugganita, kuksita, wallkilldellita-(Mn), wallkilldellita-(Fe) i angastonita.